# Címerleírás

Doncs mester címere (1327). A legkorábbi magyar címeradomány és egyben címerjavítás. A címerleírás alapján rekonstruált címerrajz. Ez a címer pontosan megegyezik Demeter mester, pozsonyi, zólyomi és sárosi ispán pecsétjével, mely viszont nagyon hasonlít az Amadé család címerére

A címerleírás (más néven leírás, blazon) a címerek képi ábrázolásainak szavakba öntése. A címerleírásnak egyszerűnek, rövidnek, egyértelműnek és szabályszerűnek kell lennie olyan módon, hogy az alapján a címert a címerfestő pontosan és gond nélkül meg tudja rajzolni. A címer művészi megformálása a címerfestő feladata a maga tehetsége, heraldikai ismeretei és a heroldok vagy heraldikusok által megadott címerleírás szerint. A jó leírás alapján a heraldikus vagy a címerfestő a címert pontosan meg tudja rajzolni anélkül, hogy azt ismerné. A címer rajza tehát nem annyira fontos, mint a címer tartalma. Egy címert különféle módon vagy stílusban lehet megrajzolni, de a tartalmának (a címerábráknak és azok pózának) mindig azonosnak kell lennie.
A címerleírás tehát a címerek leképzésére szolgáló rendszer, melyhez a heroldok külön nyelvezetet fejlesztettek ki. Ezt nevezzük blazonnak. A címerleírás a heraldika egyik legfontosabb területe, mert önmagában egyszerre címerhatározás, nevezéktan, címerművészet, címerdiagnosztika stb., illetve része ezeknek. A címer konkrét rajza azonban gyakran elengedhetetlen, mert a leírás az aprólékos nyelvezet ellenére sem tudja azt mindig pontosan visszaadni, különösen ami a címerábrák pózát és megkülönböztető jegyeit illeti. A címerhatározás számára is leginkább a címerrajz felel meg, noha a leírások alapján is készültek már különféle címerregiszterek.
A címerleírás fontos tartozéka a címernek, mert gyakran csak a leírásból derül ki (például egy címerlevélben), hogy milyen címerábrákról van szó és/vagy azok mit szimbolizálnak. Forgon Mihály a leírást tartotta fontosabbnak. Más vélemények szerint a legrészletesebb leírás sem helyettesítheti a címer ábráját.
A címerleírás konkrét megjelenése a címerrajz (Forgonnál "festmény"), mely gyakorlati részletességénél fogva lehetővé teszi a címerek megkülönböztető jegyek szerinti pontosabb klasszifikációját, alapja a címerhatározásnak, hasznosítható a stílustani, viselettörténeti, eszköztörténeti stb. kutatásoknál.
Fennmaradtak olyan címereslevelek is, amelyeken a festett címer egészen mást ábrázol, mint a szöveges címerleírás. Ilyen esetekben a későbbi leszármazottaknak okozott gondot, ha a címert használni akarták. Természetesen az uralkodói pecsét és aláírás a leírt szöveget hitelesítette, függetlenül attól, hogy a később elkészített címerkép mit ábrázolt, milyen stílusban és színvonalon készült el. Tehát csakis a szövegleírást figyelembe véve lehetett a címert használni.

## A címerleírások eredete
A címerleírás valószínűleg az irodalmi művek közvetítésével jött létre. Amikor Chrétien de Troyes le akarta írni egyes irodalmi hőseinek a címerét, bizonyos kifejezéseket kellett használnia, hogy érzékeltetni tudja a szóban forgó címert. Ilyen irodalmi leírások lehettek az alapjai a heroldok leírásainak is. A címerleírást a heroldok Franciaországban blasonnak nevezték, mely egyben egy irodalmi forma megnevezése is. Német nyelvterületen ez a fogalom 1320 körül bukkant fel. Azelőtt a címerek leírására ott a "pruven" szót használták, melynek később 'hízelgő dicséret' értelme is lett, talán az olyan címerköltők tevékenysége nyomán is, mint Peter Suchenwirt. A latin országok és Anglia számára a francia címerleírás és nevezéktan volt a meghatározó, mely már a 13. században kialakult és mindmáig alig változott. A német nyelvterületen viszont kaotikus állapotok uralkodtak. Nem volt egységes szaknyelv, hanem minden heraldikus a saját nevezéktanát és címerleírási módszerét alkalmazta. A 15. századra a német heroldok nevezéktana teljesen elavult. A kancelláriai heraldika címerleírásai nélkülözték a koherens heraldikai blasont, ezért Philipp Jacob Spener is latinul írta heraldikai művét.
A reneszánszban és a barokkban igény mutatkozott a többmondatos, virágnyelvi leírásokra, melyek tele voltak ismétlésekkel és bonyolult, szokatlan fordulatokkal. Ez egyben a korabeli irodalom, az ún. konceptualizmus (vagy gracianizmus, az „estilio culto”) egyik elve is volt. (A címerfestésben ekkoriban dívott az all'antica stílus.) A címerleírás a kancelláriai heraldikával együtt indult hanyatlásnak a holt heraldika korában. A címerleírás szabályai véglegesen csak a 19. században állandósultak Európában, a tudományos heraldika kialakulásával. Az élő heraldika korának végéig nagyjából a négyelés volt a maximális osztási fok. A kancelláriai heraldika azonban egyes esetekben, főleg az uralkodói címerek esetében, egyre több címert egyesített a pajzson és ezzel a címerleírások hossza is megnövekedett.

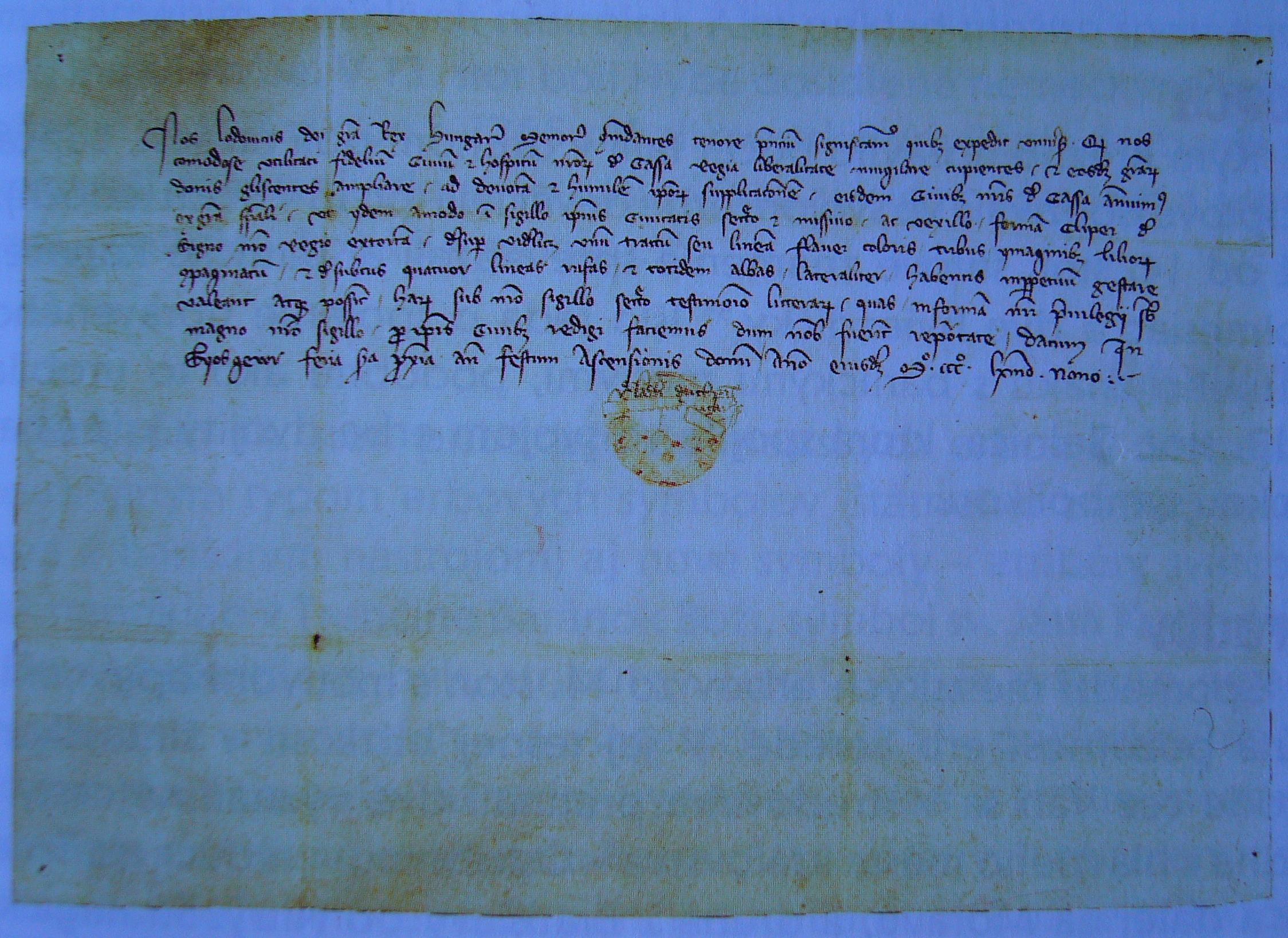
Kassa címereslevele (1369. május 7.). A legkorábbi ismert európai címereslevél. A címernek csak a leírását adja meg.

A címereslevél szövegének fordítása:
Mi Lajos, Isten kegyelméből Magyarország királya, ezen oklevelünkkel tudtára adjuk mindenkinek, akit illet, hogy királyi kegyünk által, tekintettel hű kassai polgáraink és vendégeink hasznára, azt akarván, hogy ugyanezek felemelkedjenek a kegyelem ajándékai által, alázatos folyamodványukra személyes jóindulatunkból engedélyeztük ugyanezen kassai polgáraink részére, hogy ettől fogva városuk titkos és nyilvános pecsétjén és zászlóján joguk legyen és örökké használhassák a királyi címerünkből kivett pajzsformát, melyben felül kék színű sáv három liliom ábrájával húzódik, és oldalt lentről négy vörös és ugyanannyi fehér vonal. Titkos pecsétünk alatt ezen oklevél igazolására, kiváltság formájában fogjuk kiadni ugyanazon polgáraink hasznára nagypecsétünk alatt, amennyiben ezt elénk fogják terjeszteni. Kelt Diósgyőrben, az Úr mennybemenetele előtt két nappal 1369.
A címerleírásokat a heroldok hozták létre. Ez tulajdonképpen egyfajta címerelemzésnek is tekinthető, mert pontos szerkezeti elemeket kell követni ahhoz, hogy egy leírás érthető, majd a címer elkészíthető legyen. Amikor a leíró megnevezi a pajzs színét, a pajzsban található címerábrákat, azok pózát stb., tulajdonképpen a címer megszerkesztésének módját mondja el. (Vesznek egy üres pajzsot, kiszínezik, esetleg tagolják, ráhelyeznek egy jelképet, azt is kiszínezik stb. A helyes címerleírás a címer megszerkesztésének módját mondja el a rajzoló számára.) Egyes korai címerek csak leírásból ismertek, noha ezek természetesen szintén egy-egy konkrét címer alapján készültek. Plantagenet Gottfried 1128-as roueni lovaggá avatása során például a király hat oroszlánnal díszített pajzsot akasztott Gottfried nyakába. Marmoutieri Jean tudósítását gyakran az első címerleírásnak, azaz az első heraldikai elemzésnek tartják. A másik korai irodalmi mű, melyben címerleírások olvashatók, Chrétien de Troyes: Le chevalier de la charette című műve.
Magyarországon IV. László király egy 1273-as oklevelében olvashatunk arról, hogy Péter (Csák Máté apja) Feketehalom és Baranka vára alatt vitézül harcolt, amikor István, ifjabb király Bulgáriára támadott (1266). Péter itt oroszlánként harcolt és ezt a jelvényt a zászlaján viselte. (A Csák nemzetség címere az oroszlán volt.) Anonymus és Kézai Simon ugyancsak leírja a fontosabb nemzetségek címerét. A legkorábbi magyar címereslevelek csak címerleírást tartalmaztak, címerrajz nélkül. Ilyen Kassa címereslevele 1369-ből, a Sárkányrend 1408-as alapítólevele stb. Az első magyar címeradomány (pontosabban címerjavítás) 1327. október 23-ról Dancs mester (? – 1334/1339k.), zólyomi ispán részére szintén csak címerleírást tartalmaz: cristam inferibus descriptam, que vulgo Cymer dicitur, in forma avis blaveas alas, sub quibus folia deaurata in modum herbe, vulgo Luhere dicte, pendent. Ekkoriban a címeradományok csak a sisakdíszre vonatkoztak. Vannak olyan címerek is, melyeket csak címerleírásból ismerünk, s melyeket ezek alapján elég nehéz megrajzolni.

## Címerleírási rendszerek
A magyar államcímer leírása különféle leírási rendszerekben:
Magyar:
Hasított pajzs, a jobb oldali mező vörössel és ezüsttel hétszer vágott, a bal oldali mezőben vörös alapon zöld hármas halmon ezüst kettős kereszt, mely aranykoronából nől ki.
Francia:
Parti, au un, fascé de huit pièces de gueules et d'argent; au deux, de gueules, à la croix patriarchale pattée d'argent, issante d'une couronne d'argent, plantée au sommet d'un mont de trois coupeaux de sinople

Hasított, az elsőben nyolc vörös-ezüst vágás, a másodikban ezüst talpas pátriárkakereszt, arany koronából kinövő, zöld hármas csúcsú hegy tetejére helyezve.
Angol:
Per pale, dexter barry of eight gules and argent, sinister gules, on a mount vert a crown or, issuant therefrom a double cross argent.

Hasított, jobb vörössel és ezüsttel nyolcszor vágott, bal vörös, zöld halmon aranykorona, ebből növekvően ezüst kettős kereszt.
Német:
Der gespaltene schild zeigt Rechts ein siebenmal von Rot und Silber geteiltes Feld und links in Rot auf dem golden gekrönten, emporragenden mittleren Teile eines grünen Dreiberges ein doppeltes silbernes Tatzenkreuz.

A hasított pajzsban jobbra egy vörössel és ezüsttel hétszer vágott mező látható, balra pedig vörösben egy zöld hármas hegy aranykoronával díszített középső részéből talpas ezüst kettős kereszt emelkedik ki.
Olasz:
Scudetto partito: nel 1° fasciato di rosso e d’argento di otto pezzi; nel 2° di rosso alla croce patriarcale e patente d’argento movente da una corona d’oro, sostenuta da un monte alla tedesca di tre cime di verde.

Hasított pajzs: 1. nyolcszor vörössel és ezüsttel vágva, 2. vörösben ezüst talpas pátriárkakereszt, arany koronából kinövő, melyet egy német stílusú zöld hármas hegycsúcs támaszt alá.
Mint látható, a legtömörebb az anglo-norman címerleírás. (Ugyanez a leírás a beszélt nyelvben így hangzik: The sinister (right side) features four silver and four red stripes; the dexter (left side) consists of a silver double cross on red base, situated inside a small golden crown, the crown is placed on the middle heap of three green hills. Azaz: A jobb oldalon négy ezüst és négy vörös sáv látható; a bal oldal vörös alapon ezüst kettős keresztből áll, mely kis aranykoronába van illesztve, a korona pedig a három zöld domb középső csúcsára van helyezve.)
A címerleírásnak rövidnek és világosnak kell lennie. Ezért a gyakran túlbonyolított és pontatlan, szakszerűtlen magyar címerleírásokat is racionalizálni kell. Ez a nevezéktan egységesítésével és a címerleírási szabályok leszögezésével érhető el.
A heraldikában különféle címerleírási rendszerek használatosak. A legkorábbi a francia (néha franko-norman) címerleírás, mely az aprólékos és szinte túlfinomult nevezéktanra támaszkodva képes tömörített formában, akár egy mondatban is megadni egy viszonylag bonyolult címer leírását is. Ezen alapul az ún. anglo-norman címerleírás is, melynek nevezéktana jórészt francia eredetű. Ez ugyancsak tömörített formában adja meg a címerek leírását. A leírás tömörsége miatt a legaprólékosabb póz, megkülönböztető jegy, helyzet stb. kifejezésére is külön szakkifejezésre van szükség. Ennek jellegzetessége a melléknévi igenevek gyakori használata. A szakkifejezések tömkelege miatt az ilyen leírás a laikusok számára kevéssé érthető, a leírás azonban a bonyolult nevezéktan miatt nagyon egyszerű. Ezért a francia és elsősorban az angol heraldikát a címerleírás (a szerkezeti elemek pontos meghatározása) irányítja.
A német és a közép-európai címerleírás már közelebb áll az élő beszédstílushoz, ezért hosszabb és néha bonyolultabb, de nem feltétlenül pontosabb, ugyanakkor a laikusok számára jobban érthető. Több benne a jelzős szerkezet, és a szubjektív megfogalmazás lehetősége, mivel nem követ egyértelmű szabályokat. Így viszont a leírás stilisztikailag is jobban élvezhető. A régebbi heraldikai felfogás szerint a leírásnak olyan részletesnek kell lennie, hogy ennek alapján a címert egyértelműen le lehessen rajzolni. A cél inkább a szakszerűség és az érthetőség együttes elérése. A magyar heraldika szellemének megfelelő címerleírás tárgyilagos, de nem túl száraz. Kár lenne megfosztanunk a címerleírást az olyan kifejező szófordulatoktól, mint például az oroszlán „kivont kardot villogtatva” (Nagy V. 118.l.), „balról négy csillag fénylik” (Nagy I. 13. l.), „egy magyar vitéz, ki egy szakállos törökkel viaskodik” (Nagy I. 44. l.), melyet Nagy Iván használt s melyek egyetlen szóval több fogalmat és tulajdonságot is kifejeznek. Az általa használt olyan leírások, mint például „két fekete madár egymással veszekedik, egyik száraz törzsről a másikra ugrik” (Nagy X. 375. l.) azonban már fölösleges túlzások.
Lengyelországban több család is ugyanazt a címert használja, melynek külön neve van (ún. proklamatio). A címerleírás helyett elégséges ezen nevek megemlítése is (például Nalenč, Topor, Lis, Ljubič, Leliva, Radvan stb.), mivel a címereket mindenki viszonylag jól ismeri.

### Az angol-norman címerleírás menete
1. Megadjuk a címerpajzs színét, 1. a. amennyiben a pajzs osztott, először az osztás módját adjuk meg, 2. leírjuk a mezőben látható mesteralakot (en: ordinary), illetve címerképet, ha a pajzsban nincs mesteralak, és megadjuk a címerábra színét, 3. leírjuk a másodlagos címerábrát, 4. leírjuk a mesteralakon vagy az elsődleges címerképen elhelyezett másodlagos címerképet, 5. leírjuk azon címerábrákat, melyek nem foglalnak el központi helyet, 6. leírjuk a pajzsfőben, a telekben, a rámában elhelyezkedő címerképeket, 7. leírjuk a címertörést (azon mellékjegyet, mely jelzi, hogy annak viselője hányadik fiú a családban), 8. leírjuk a külső címerrészeket (sisak, sisaktakaró, sisakdísz, pajzstartók, jelmondat).

### A német címerleírás menete
Galbreath címerleírási rendszere:

1. Megadjuk a címerpajzs színét, 1. a. amennyiben a pajzs osztott, először a jobb felső mező színét adjuk meg. 2. leírjuk a mezőben található címerábrákat és a fő címerábrát 3. végül leírjuk azon címerábrákat, melyek más címerábrákat díszítenek (azokra vannak ráhelyezve).
A pajzsfőt és a pajzstalpat a többi címerábra után említjük. Ha egy címerábrára más címerábrák vannak helyezve, először a legalsót említjük. A mellékjegyeket mindig utoljára írjuk le.
Egy címerábra megkülönböztető jegyeit csak akkor említjük, ha az eltér a szokásostól (a vízszintestől vagy függőlegestől). Meg kell említeni, ha két címerkép egymás mellett vagy alatt van. Három címerképnél a szokványos helyzet a 2-1 (két címerábra egymás mellett és egy alattuk). Minden ettől eltérőt külön meg kell említeni. Négy vagy öt címerábra szokványos módon keresztes vagy harántkeresztes alakzatban helyezkedik el. Ha a pajzsban több címerábra van, először a legfontosabbat írjuk le, majd az ezt kísérő, díszítő címerábrát a megfelelő szakkifejezéssel.
Ha egy pajzsban több címert egyesítettek, először az osztás módját adjuk meg (hasított, négyelt, vágott, egyszer hasított és kétszer vágott, ékkel hasított stb.) és az összes mezőt külön írjuk le. A pajzsfőt utoljára hagyjuk. A főpajzs után a boglárpajzsot és esetlegesen az erre helyezett szívpajzsot írjuk le. Ha a pajzs több részcímerből áll, két mező esetén először a jobb, majd a bal oldalit, illetve a felsőt és az alsót írjuk le. Három mező esetén először a felsőt, majd a jobb és végül a bal oldalit említjük.
A címerpajzs után leírjuk a többi címerrészt: a sisakot, sisakdíszt, sisaktakarót, a pajzstartókat és a heraldikai díszelemeket, és végül a jelmondatot.
A sisaknál megemlítjük a sisak fajtáját, és a sisakkoronát. Ha több sisak van a pajzson, leírásukat a jobb oldalival kezdjük, illetve a középsővel, majd a hozzá legközelebbi jobb és bal oldalival, így haladva a pajzs széle felé. A pajzs melletti, illetve a pajzstartók által viselt sisakokat külön meg kell említeni. A jelmondatnak csak a szövegét adjuk meg, a betűk típusának és színének leírása szükségtelen.

## A címerleírás szabályai

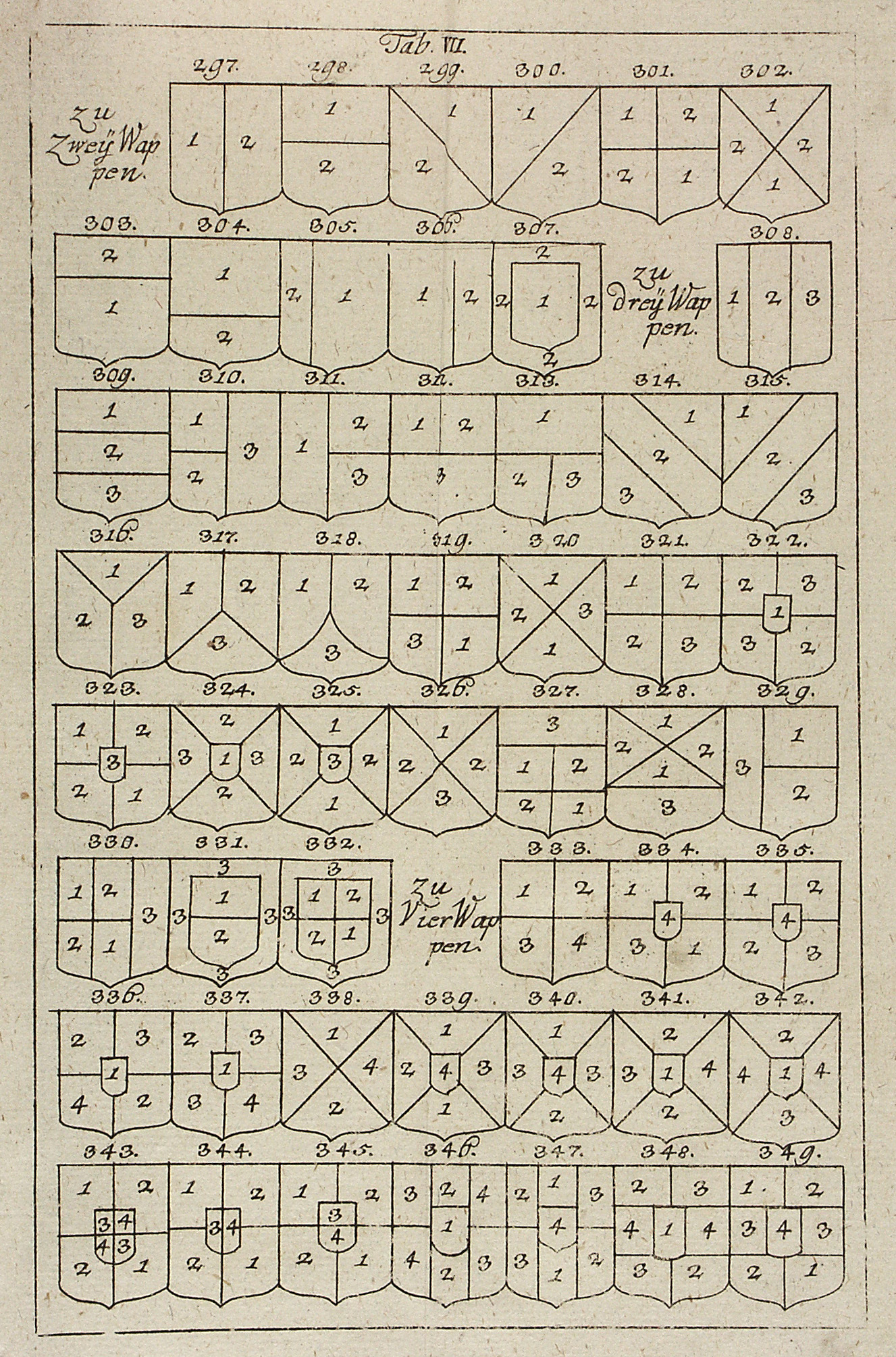
A címerleírás sorrendje Gatterernél (1774)

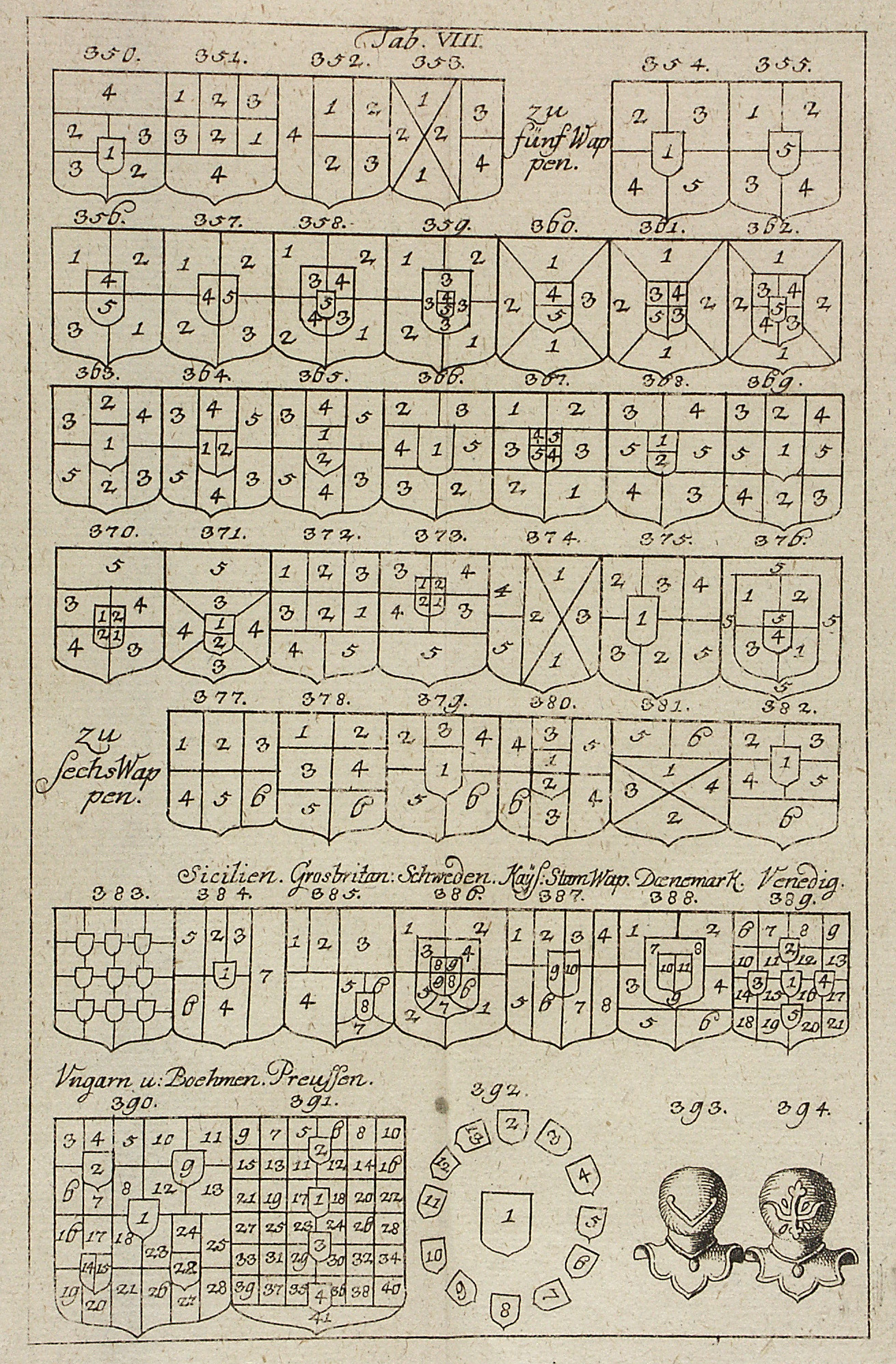
A címerleírás sorrendje Gatterernél (1774)

A heraldikában a címert a viselő szempontjából kell szemlélni, ezért az oldalak felcserélődnek. Ami nekünk szemből a bal oldal, az a heraldikában a jobb oldal és fordítva.
A leírást a pajzzsal kezdjük, a mező borításával, majd megnevezzük a fő címerábrát és annak pózát, színét, valamint a mellék-címerábrákat. Ha a pajzs osztott, először azt említjük meg. Ha a címerben van boglárpajzs, először azt írjuk le. A végén írjuk le a sisakdíszt és a többi kiegészítő címerrészt és -tartozékot: a sisakot, sisakdíszt, sisaktakarót, rangjelölő koronák, méltóságjelvények, pajzstartók, jelmondat stb. Ha a pajzson két sisak van, először a jobb oldali sisakdíszét írjuk le. Három sisak esetén a leírást a középsővel kezdjük, majd a jobb oldalival folytatjuk és a bal oldalival fejezzük be. Négy és több sisak esetén jobbról balra haladunk.
Általánosságban az az elv érvényes, hogy a pajzsot vagy annak ábráit fentről lefelé és jobbról bal felé írjuk le.
Nem adjuk meg a pajzs formáját, helyzetét, a mező damaszkolását. Csak a sisak típusát említjük, de nem írjuk le a színét (kivéve az aranysisakot), a rajta található monilét, a sisak bélését, a pántok színét (kivéve ha ez rangjelölő szerepet tölt be). A sisakkoronát is csak akkor írjuk le, ha eltér a szokásostól. A sisakdíszeknél meg kell adni azok irányát, ha nem egyeznek a sisak irányával. Nem írjuk le a sisaktakaró alakját, csak a színét és a bélését. A rangjelölő koronákat, fejedelmi süvegeket, kalapokat, továbbá a címersátrakat és címerpalástokat sem írjuk le részletesen, mert ezeket a nevük alapján minden heraldikusnak ismernie kell. Csak az eltéréseket kell megemlíteni. (Ha például a címersátor nem egyszínű vörös.)
A leírásban nem említjük meg a magától értetődő jellemzőket, csak a szokásostól eltérő jegyeket. Nem említjük meg pl., hogy a sas egyfejű, csak azt, ha kétfejű, ha az oroszlán kétfarkú stb. Nem említjük meg, ha a címerkép jobbra néz (ez a szokásos heraldikai póza), csak azt, ha balra néz. A heraldikában a sas szokványos módon kitárt szárnyú, a rózsa ötszirmú, a liliom háromlevelű, a csillag a magyar heraldikában hatágú, az angolban ötágú stb. Ezen pózok automatikusan benne foglaltatnak az adott címerábra nevében, ezért csak az ettől eltérő pózt kell megnevezni. A leírásban mindent közölni kell, ami nem magától értetődő.
A hagyományos címerleírásban az osztott címerek mezőit jobbról balra és fentről lefelé írjuk le. Minden egyes mezőnél úgy járunk el, mint az egyszerű címerek leírásánál. Ha például a négyelt pajzsban két vagy több mező címerábrái azonosak, a mezők sorszámának megadásával egyszer írjuk le azokat. Ha például a sisakdísz oroszlánja megegyezik a pajzs fő címerképével, annak említése is elégséges, hogy „a sisakdísz ugyanaz, mint a pajzsbeli oroszlán”.

## A szerkezeti szemléletű címerleírás példái

### Egyszerű címerek
1. A leírást az alap színével kezdjük.
2. Ellentétben az anglo-norman címerleírással, a pajzsfőt és a pajzstalpat elsőként említjük, egyrészt hogy ne kelljen hozzá visszatérni, másrészt azért, mert ez felel meg jobban a magyar nyelv és címerleírás természetének. Például a magyar címer második mezőjében vörös alapon zöld hármas halmon (=pajzstalpon) kettős kereszt van. A pajzsfőnek, pajzstalpnak és a rámának nem kell megfelelnie a színtörvénynek.
3. Megnevezzük a legfontosabb címerábrát (ebben az esetben azt, amelyik alul van).
4. Leírjuk a felső címerábrát
5. Leírjuk a felső címerábra díszítését

1. Címerleírás: Vörös tarpajzs
5. Címerleírás: Vörös alapon három ezüst ékkel díszített vörös pajzsfő. A mezőben három arany szarufán csúcsukkal egymástól elforduló, természetes markolatú, két ezüst szőlőmetsző kés, rajta egy-egy fekete F-betű. (Příbor város címere, Csehország)

|  |  | Ezüst alapon vörös rózsa. A sziromlevelek számát, a kehelylevelek színét nem szükséges megemlíteni, mivel gyakori címerképről van szó, ezért a címerfestőnek az általános mintát kell követnie. A magház arany színe esetleg leírható. |

|  |  | Fekete alapon arany napraforgó. Nem szükséges leírni a sziromlevelek számát, mivel ritka címerképről van szó, ezért a címerfestő a napraforgó alakját a saját ízlése szerint szabadon megformálhatja. |

|  |  | Vörös alapon arannyal fegyverzett, aranykoronás, letépett ezüst sasfej. Az alap megnevezése után felsoroljuk a fő címerábra kiegészítő jegyeit, és csak ezután nevezzük meg magát a fő címerábrát. (Nem írjuk le a korona alakját.) Ez az eljárás jobban megfelel a magyar leírás természetének. Az anglo-normann leírás alapján tömörített változat ilyen lehetne: Vörösben ezüst sasfej, letépett, arannyal fegyverzett, aranykoronás. (Néha ehhez hasonló címerleírásokra is van példa Nagy Ivánnál és Forgonnál.) |

|  |  | Vörös alapon arannyal fegyverzett, aranykantáros hasított ezüst ló. A „hasított” kifejezés azt jelenti, hogy a ló teste csak a háta közepéig (a teste első fele) látható és az is benne foglaltatik, hogy a vágóvonal egyenes. Az előző címernél a „letépett” azt jelenti, hogy a sasfej vágóvonala cafatos. Az egyenes vágóvonalat a „levágott” kifejezés jelölné. Nem írjuk le, hogy a ló feje jobbra néz, mert ez a heraldikailag szabályos póz. Csak azt kellene külön leírni, ha a ló feje balra nézne. |

|  |  | Kék alapon vörös nyelvű ágaskodó ezüst egyszarvú. Nem írjuk le a farok lompjainak számát, csak azt, ha kétfarkú egyszarvúról lenne szó. Az „ágaskodó” kifejezésben benne foglaltatik, hogy a címerállat a bal alsó lábán áll, míg a jobb alsó lábát felemeli és a mellső lábait kinyújtja. Nem írjuk le az egyszarvú szarvának alakját, mert ez az „egyszarvú” kifejezésben benne foglaltatik, és azt minden heraldikusnak és címerfestőnek ismernie kell akkor is, ha csak annyit közölnek vele, hogy a címerben egyszarvú van. |

|  |  | Ezüst alapon vörössel fegyverzett fekete sas. Nem említjük azt, hogy egyfejű sasról van szó, csak azt ha kétfejű lenne. Nem említjük, hogy kitárja a szárnyát, a repülőtollak számát, a farok alakját, mert ezt a címerfestő a maga ízlése szerint szabadon megformálhatja, noha a címerhatározásnál ezek a részletek is jól hasznosíthatók az azonos címerek megkülönböztetésére. |

|  |  | Kék alapon cölöpösen egymással szembeforduló ezüst ponty és csuka Ha két egyenrangú címerábráról van szó, a leírást a jobb oldalival kezdjük, ha háromról, a középsővel kezdjük, majd a jobb oldalival folytatjuk. A „cölöpösen” kifejezés jelöli, hogy a címerképek függőlegesen állnak, a „pólyásan” jelentése vízszintesen, a „harántosan” jelentése a jobb felső sarokból lefelé átlósan, a „balharántosan” ugyancsak átlósan, de ellentétes irányban. Ha a cölöpös halak fejükkel lefelé néznének, a leírásban "cölöpösen lefelé néző, egymással szembeforduló" szerepelne. |

|  |  | Kék alapon két fekete fonál, közöttük 1-1-1 ezüst hal. A pajzs tetején vörössel körített ötormójú ezüst falkorona látható. Nem írjuk le, hogy a halak jobbra néznek és azt sem, hogy a pózuk „pólyás”, azaz vízszintes, mert a „fonál” kifejezés automatikusan meghatározza, hogy vízszintesen helyezkednek el a pajzsban. A fonál a pólya diminutívája, mely vízszintes vonal és a pajzs szélességének 1/12-ét teszi ki, míg a pólya a pajzs közepének 1/3-át foglalja el. A szokványos leveles koronától eltérő koronákat név szerint meg kell nevezni. A falkoronák esetében meg lehet adni az oromzatok számát. Amennyiben látható a koronák, sisakok, levágott emberi és állati testrészek alsó, belső része, ennek színét a „körített” kifejezéssel lehet leírni. |

|  |  | Arany alapon kitépett természetes színezetű fatörzs fölött vörössel körített rézkorona, a fatörzs mindkét oldalán három (1-2) kék golyó látható. A pajzs tetején vörös-kék sisakkoszorún vörös, ezüst és kék strucctoll helyezkedik el. Nem írjuk le a leveles korona formáját. |

|  |  | Vörössel és arannyal hasított alapon bányászék és bányászkalapács harántkeresztesen. A pajzstartó a pajzs körüli fehér felhőben a pajzs fölött testszínű, szakállas, bíboröltözetű, kékpalástú Istenfigura, fején tiarával, és ekörül arany dicsfénnyel. Jobb kezét áldásra emeli, a bal kezében országalmát tart. A leírásban bányászjelvényt is elégséges említeni, mert ez szinte mindig harántosan kereszteződő ék és kalapács. A címerpajzs leírása után a kiegészítő címerelemeket írtuk le. |

|  |  | Vörös alapon arannyal fegyverzett, aranykoronás ezüst oroszlán. A jobbra dőlt pajzs tetején térdeplő szembenéző kékinges és feketenadrágos fiú ezüst, jobbra néző csöbörsisakot tart. A sisakdísz vörös-ezüst sisaktakaróra helyezett fekete sasszárny arany hárslevelekkel. Ebben az esetben megemlíthetjük a pajzs dőlését, mert a címerfestő enélkül egy orra bukó fiút ábrázolna; nem említjük a sisaktakaró alakját, csak a színeit (külső rész – bélés). Megemlíthetjük a sisak típusát és irányát. A sisakon általában egy szárnypár szokott előfordulni, ezért ennek számát nem kell megemlíteni. Azzal, hogy megadtuk a sisak irányát ("jobbra néző") egyben a sárnyak irányát is meghatároztuk, mert azokat egymáshoz simulva, mintegy taréjként szokás elhelyezni. Ez az ún. "csukott szárny". Ha a szárnyak szemből látszanak, úgy, mint egy sas kiterjesztett szárnyai, ez a "kiterjesztett szárny". Az oldalra fordult sisakon azonban szokványos módon csak csukott szárnyat lehet elhelyezni. |

|  |  | Vörös alapon ezüst telek. A mezőben kétfarkú álló ezüst oroszlántest, melynek feje a telekben vörös nyelvű, természetes medvefejbe megy át. A szembe néző csőrsisakon a sisakdísz arany sisakkoronán álló, jobbra néző pajzsbeli kép. A sisaktakaró vörös-ezüst. Mivel szokatlan címerállatról van szó, melynek teste kétfarkú oroszlán, a feje medve, külön le kell írni. (Rendszertanilag a feje a medvék közé sorolja be.) Mivel a sisak szembe néz és ezzel a sisakdísz iránya nem egyezik meg, ezt is külön meg kell nevezni, annak ellenére, hogy a sisakdísz jobbra fordul. |

|  |  | Ezüsttel és vörössel sakkozott mező. A pajzs tetején királyi korona. Nem kell megadni a sakkozások számát, sem a korona pontos leírását. Ezt egy heraldikusnak az elnevezés alapján pontosan ismernie kell. |

|  |  | Ezüst alapon zöld halomról felszálló természetes sólyom. Mivel a sólyom (és más esetben a sas) nem lebeg, hanem valamilyen alapon (halmon, sziklán stb.) kiterjesztett szárnyakkal áll, és nem teljesen szemből, hanem némileg oldalt fordulva ábrázolják, pózát a „felszálló” kifejezés adja meg. |

|  |  | Ezüsttel és vörössel rutázott pajzs. A pajzstartó két természetes színezetű szerzetes, jobb kezükben arany kardot tartanak, baljukkal a pajzsot fogják. A pajzsot a Szt. Károly rend lánca veszi körül, alul a rendjellel. A szerzetesek a jelmondat szalagján állnak (Deo juvante). Mindez hermelinbélésű vörös címersátorba van helyezve. |

|  |  | Arany darabokkal bevetett kék alapon, vörössel fegyverzett arany oroszlán. |

|  |  | Ezüsttel és kékkel darabolt keretben, vörös alapon kékkel fegyverzett arany oroszlán. |

|  |  | Fekete alapon arany pajzsfő, mindkettőn ezüsttel és vörössel sakkozott harántkereszt. |

|  |  | Arannyal és vörössel evetezett alapon kék pajzs, fölötte ezüst harántkereszt. Az „evetezett” azt jelenti, hogy a mező prémje nem a szokványos ezüst-kék evet. |

|  |  | Kék alapon arany liliomokkal bevetett pajzson hermelines pólya. |

|  |  | Vörös alapon ezüst keresztvégű keresztekkel bevetett mezőben két egymástól elforduló ezüst hal cölöpösen. |

|  |  | Vörös fodros keretben arany liliomokkal bevetett pajzs. |

|  |  | Ezüst bizánciakkal díszített vörös keretben, arany liliomokkal bevetett kék mező. |

## Osztott címerek
Az osztott címereknél a magyar heraldika szabályainak és hagyományainak egyaránt megfelelő, tömörített leírási változatot fogjuk használni, egyrészt hogy helyet takarítsunk meg, másrészt hogy bemutassuk, ez a címerleírási forma is jól használható, sőt sokkal szakszerűbb és érthetőbb is lehet, mert a szabályok követésével a leírásból kiküszöböli a szubjektív elemeket. Egyébként valami hasonlóra programszerűen már Orosz Ernő is törekedett.
A bonyolultabb tagolásoknál nem árt, ha a leírt mezőket számozzuk, a boglárpajzsokat és egyéb kispajzsokat pedig nagybetűkkel jelöljük.
1. Megadjuk az osztás fokát és típusát (például vágott, négyelt)
2. A leírást a boglárpajzzsal kezdjük (ha a címerben található ilyen), illetve a jobb felső mezővel
3. Megadjuk az adott mező színét (az alapot) (például fent kék alapon, vagy 1. és 4. kékben)
4. Megnevezzük a mezőben található fő címerábrát (illetve a dominánsat vagy a keretet, pajzsfőt vagy pajzstalpat) és annak színét (például aranyliliom, ezüst oroszlán, vörös keret, sakkozott pajzsfő)
5. Megadjuk a fő címerábra kiegészítő jegyeit, díszítését (oroszlán: vörössel fegyverzett, kétfarkú, ágaskodó, aranykoronás, ezüst kardot tartó, harántpólya: kék, 3 aranycsillaggal díszített)
6. Megnevezzük a többi címerábrát és leírjuk a színét, a kiegészítő jegyeit (például ezüst félhold: bukó; ezüst nap: 16 sugarú, felkelő)
7. Rátérünk a pajzson kívüli címerrészek leírására (sisak, sisakdísz, siasaktakaró, pajzstartók, jelmondat stb.)
|  |  | Hasított, elöl vörös, hátul kékben sas: ezüst, hasított, arannyal fegyverzett, vörös nyelvű. Nem említjük a vörös mező damaszkolásátát, sem a díszes barokk pajzskeretet. |

|  |  | Hasított, jobbra feketében létra: arany [vagy aranylétra], balra vörössel és ezüsttel sakkozott. A pajzson fekete és vörös sasszárny között fiú: növekvő, fehér ruhája vörös liliomokkal bevetve, feje fölé aranykoronát emel: vörössel körített, belőle növekvő sas: koronás, vörös nyelvű, szárnyait testéhez szorító. Sisak: nincs, sisaktakaró: vörös-fekete. Nem említjük a sakkozás fokát. |

|  |  | Hasított, elöl kékben sas: hasított, arany, vörössel fegyverzett; hátul vágott mező, fent ezüstben fa: vörös, kitépett, alul feketében bányászék és bányászkalapács: ezüst, harántkeresztesen. Nem említjük a pajzs formáját. |

|  |  | Vágott, fent ezüstben gyárépület: vörös, lebegő, középen kéménnyel, ezüst ablakokkal; lent hasított mező, jobbra aranyban cukorsüveg: fekete csomagolású, balra kékben arany búzakalász. |

|  |  | Vágott, fent hasított, jobbra vörösben oroszlán: ezüst, aranykoronás, arannyal fegyverzett, balra vágott mező, felül aranyban oroszlán: fekete, növekvő, arannyal fegyverzett, alul arannyal és feketével ötször harántvágott mező; lent kékben bányász: természetes színezetű, csuklyás, követ fejtő, természetes sziklatalajon térdeplő, előtte és mögötte természetes sziklafal, baljában természetes ék, jobbjában természetes kalapács. |

|  |  | Hasított, a bal oldalon vágott pajzson boglárpajzs benne vörösben zöld hármas halmon bástya: ezüst, kapuval, 3 szűk ablakkal, háromormós; (1.) a jobb mezőben vörösben oroszlán: ezüst, arannyal fegyverzett, aranykoronás; (2.) a bal mező fent (2. a.) ezüsttel és kékkel hétszer hasított, a bal mezőben lent (2. b.) aranyban török fej: természetes színezetű, levágott, kopasz, bajszos, a fejtetőn egy hajtinccsel, rajta fekete holló a fejtetőt vágja. A leírást a boglárpajzzsal kezdtük. |

|  |  | Négyelt boglárpajzzsal, benne vörös alapon várkapu: természetes színezetű, két toronnyal a kapuban királyalak: vörösruhás, a kapu fölött kezeiben egy-egy zászlót tartó lovag; 1. ezüstben két kulcs: arany, cölöpösen, tollukkal felfelé és egymástól elforduló, 2. aranyban sas: fekete, hasított, vörössel fegyverzett, mellette lovag talpig vértben, természetes színezetű, 3. zöldben teve: arany, kétpupú, balharántos, 4. vörösben agár: ezüst, harántos, arany nyakörvű. A pajzson három zöld halom jelmondattal, mellette fegyvertrófeák, a halmon egy-egy zöld olivaág közt arany kereszt. A pajzstartó zöld talajon álló, a pajzs mögött a pajzsot fogó angyal: zöldruhás, bíborpalastú, csupaszlábú, aranyhajú, ezüstszárnyú, fején kis arany kereszt, feje körül arany dicsfény. |

|  |  | Négyelt, 1. arannyal és vörössel harántolt alapon két szőlőmetsző kés: ezüst pengéjű, arany markolatú, hegyükkel egymástól elforduló, fölöttük aranykorona, 2. sötétkékben balharántpólya: világoskék [ez antiheraldikus ábrázolás] három aranycsillaggal díszített, fölötte sas: fekete, arannyal fegyverzett, mellén ezüst pajzs fekete pólyával, a balharántpólya alatt arany W-betű, 3. hasított, jobbra fent (3. a. 1.) vörösben 4 ezüst ék, jobbra lent (3. a. 2.) vörösben 2 ezüst ék, balra (3. b.) aranyban két ágcsonk: fekete, harántkeresztesen, 4. ezüstben természetes kerekes kút, előtte Madonna: álló, vörös szoknyájú, kék palástú, karján Jézus. |

|  |  | Négyelt, 1. ezüstben vörös bányászék és -kalapács harántkeresztesen, 2. kékben ezüst eke, 3. vörösben ezüst malomkerék keresztküllővel, fölötte ugyanolyan kisebb malomkerék: hozzákapcsolódó, küllője harántkeresztes pózú, 4. Ezüstben zöld hárság három levéllet (egy fent egy-egy oldalt) és alul egy-egy sziklevéllel. A pajzs tetején falkorona: természetes színű, háromormójú. |

|  |  | Négyelt, az 1. és 4. kék alapon ezüsttel és vörössel hétszer vágott oroszlán, 2. és 3. arany alapon fekete oroszlán. |

|  |  | Négyelt, 1. és 4. vörössel és ezüsttel darabolt keretben kék alap aranyliliomokkal bevetetve, 2. és 3. vörös keret, arannyal és kékkel (ötször) harántvágott. |

|  |  | Négyelt, 1. Kékben aranycsillag, 2. ezüstben hárslevél: zöld, harántosan, 3. ezüstben vörös rózsa, 4. vörösben ezüst liliom. Nem adjuk meg, hogy a csillag hatágú. |

|  |  | Harántolt, 1.) jobbra lent vágott mező, (1. a.) felül aranyban sas: fekete, balra repülő, jobbra néző, kígyós botot tartó, alul (1. b.) ezüstben vörös kakas; 2.) balra fent kék harántpólya: az osztóvonalon, belőle hat hullámos balharántpólya emelkedik ki. |

|  |  | Vágott, felül hasított pajzs. Az alsó vörös mezőben kétfarkú, arannyal fegyverzett oroszlán alsóteste a felső mező jobb oldali részében arany alapon vörössel fegyverzett fekete sas jobb felső részében végződik, a bal oldali részben az oroszlántest kék alapon aranycsőrú, vörös nyelvű, ezüsttel és vörössel sakkozott sas bal felső részében végződik. |

|  |  | Magyarország teljes nagycímere (gyűjtőcímere) Gatterernél, a 18. században. A. a boglárhelyen [a legelőkelőbb helyen] vörös alapon ezüst pólya (Ausztria), a pajzs többi része négyelt és a mezők fölött egy-egy kispajzs „uralkodik”: B. Magyarország címere kispajzson, a mezőben fent 1. vörösben oroszlán: ezüst, kétfarkú (Csehország), 2. mellette kékben három arany leopárdfej: koronás (Dalmácia), 3. ezüsttel és vörössel sakkozott mező (Horvátország), 4. a második sorban aranyban ezüst kardot tartó kar: vörös, a mező bal széléből kinyúló (Bosznia), 5. jeruzsálemi kereszt [ezüst alapon arany mankós végű kereszt szárai közt kis aranykeresztekkel] (Jeruzsálemi Királyság), 6. kékben oroszlán: ezüst, kis ezüst keresztet tartó (India); C. a bal felső kispajzson vörös keretben arannyal és kékkel hatszor harántvágott (tkp. 3 kék pólya) mező (Burgundia), a mezőben fent 1. vörösben arany bástya (Kasztília), mellette 2. ezüstben vörös [helyesebben bíbor] oroszlán: koronás (Leon), alatta 3. arannyal és vörössel nyolcszor hasított (tkp. 4 vörös cölöp) mező (Aragónia), mellette 4. harántnégyelt mező, jobbra és balra (1. és 3.) ezüstben fekete sas, fent és alul (2. és 4.) arannyal és vörössel nyolcszor hasított mező (Szicília); D. a jobb alsó kispajzs hasított, elöl aranyban vörös harántpólya: 3 ezüst sas [pontosabban alerion] (Lotaringia), hátul aranyban 6 (1-2-2-1) lepényes, a felső kék, 3 (1-2) aranyliliommal, a többi vörös [ún. „Medici-gömbök”] (Toszkána), alatta a mezőben fent 1. feketében arany oroszlán (Brabant), mellette 2. ezüstben kígyó: kék, koronás, vörös gyereket elnyelő (Milánó), mellette, 3. zöldben ezüst párduc: tüzet okádó (Stájerország), alatta 4. aranyban 3 vörös leopárd: balra menők (Karintia), mellette 5. ezüstben kék sas (Krajna) mellette, 6. Erdély: vörös pólyával vágott, fent kékben fekete sas: a pólyából növekvő, felette jobbra arany nap, balra ezüst félhold, az alsó mező aranyban hét (3-4 [a szokványos eloszlás: 4-3]) vörös bástya; végül az utolsó, bal alsó kispajzs E. aranyban oroszlán: vörös, kékkel fegyverzett, kékkoronájú (Habsburg család [ősi címer]), alatta a jobb felső mezőben 1. aranyban három fekete leopárd (Svábország), mellette 2. kékben ezüst-vörös sakkozott sas: arannyal fegyverzett, aranykoronás (Morvaország), mellette 3. ezüstben vörös sas: arannyal fegyverzett, vörös nyelvű, aranykoronás (Tirol) [a szárnyán lóherevévű arany félhold, avagy pánt is szokott lenni], alatta 4. kékben 2 hal: arany, egymástól domborúan elforduló, mellettük kétoldalt, fölött és alatt 4 (1-1-1-1) kis aranykereszt (Bar hercegség), mellette 5. aranyban fekete oroszlán (Jülich), végül mellette 6. harántvágott mező, a felső rész kékben arany oroszlán, az alsó rész ezüsttel és vörössel [itt] négyszer [helyesen ötször] balharántvágott (Gorícia). A pajzs fölött hétpántos királyi korona, efölött két repülő angyal a Szentkoronát tartja. A pajzstartó két griff, melyek levéldíszen állnak. |

|  |  | II. József nagycímere. Három egymásra helyezett pajzsból áll: I. szívpajzs, II. boglárpajzs, III. nagypajzs, melyen négy további kispajzs látható: A. Magyarország, B. Csehország, C. Burgundia, D. Jeruzsálemi Királyság. Ezen kispajzsok négy, alattuk elhelyezkedő mező fölött „uralkodnak”. Az A és a B kispajzs között további négy, az A és a C, valamint a B és a D kispajzs között egy-egy, a C és a D kispajzs között további három címer látható. I. A szívpajzsban a Habsburg–Lotaringiai-ház hasított címere: elöl vörösben ezüst pólya (Ausztria), hátul aranyban harántpólya: vörös, 3 ezüst alerionnal díszítve (Lotaringia), a pajzson főhercegi korona. II. A boglárpajzs 10-szer osztott, az örökös tartományok címerével. 1. jobbra fent Stájerország, mellette 2. Karintia, mellette 3. Krajna, jobbra a második sorban 4. aranyban három szarvasagancs: fekete, pólyásan egymás alatt (Württemberg), a másik oldalon 5. aranyban 3 oroszlán: fekete, menő, egymás alatt (Svábország), a harmadik sorban jobbra 6. Habsburg címere, mellette 7. Tirol, mellette az ékben 8. Gradisca, mellette 9. Gorícia, mellette 10. vörössel és ezüsttel hatszor harántvágott alapon arany cölöp (Burgau). III. A nagypajzsban jobbra fent A. Magyarország kispajzsa, az alája tartozó mezők közül a jobb felső sarokban 1. Dalmácia, mellette 2. Horvátország, alatta jobbra 3. Szlavónia: kékben ezüsttel szegett zöld hullámos pólya természetes színezetű nyesttel díszítve, a pólya fölött arany csillag, mellette 4. hasított mező, elöl vörösben egy [látható, valójában 3?] pogány korona (Galícia), hátul kékben 2 pólya: ezüsttel és vörössel sakkozott (Lodoméria), fölötte, az A. és B. kispajzs közti négyelt mezőben jobbra fent 1. Kasztília, mellette 2. Leon, alatta jobbra 3. Aragónia, mellette 4. Szicília. A nagypajzsban balra fent B. Csehország kispajzsa, az alája tartozó mezők közül jobbra fent 1. Morvaország, mellette 2. Szilézia: aranyban sas: fekete, aranykoronás, arannyal fegyverzett, mellén lóherevégű, ezüst félhold (avagy pánt), középen kis kereszttel, alatta jobbra 3. kékben ezüst városfal: ormós, téglával falazott (Felső-Lausitz), mellette 4. ezüstben, zöld talajon lépdelő vörös bika (Alsó-Lausiz). A Magyarország kispajzsához tartozó mezők alatt jobb oldalon 1. Toszkána címere, a másik oldalon, 2. Erdély címere. Jobbra lent, C. Burgundia kispajzsa négyelt mező fölött, a pajzson hercegi korona. A jobb felső mezőben 1. feketében arany oroszlán (Brabant), mellette 2. ezüstben vörös oroszlán (Limburg), jobbra lent 3. ezüsttel és kékkel kilencszer vágott alapon oroszlán: vörös: aranykoronás (Luxemburg), mellette 4. aranyban oroszlán: fekete, arany (réz-) koronás. Emellett a boglárpajzs (II.) csücske alatt három itáliai címer látható: 1. a jobb oldali mező hasított, elöl aranyban sas: fekete, arannyal fegyverzett, hátul ezüstben kék kígyó, koronás, vörös gyereket elnyelő (Milánói hercegség), mellette 2. ezüstben vörös kereszt: talpas, szárai közt négy (1-1-1-1) fekete sas (Mantova), az ékben alul 3. aranyban hat (3-2-1) kék liliom (Párma). Az utolsó kispajzs balra lent D. Jeruzsálem címere a pajzson pogány koronával, mely egy ötödölt mezőn „uralkodik”. A jobb felső mező 1. vörös keretben kék alap aranyliliomokkal bevetve, rajtuk (fent) vörös tornagallér (az ifjabb Anjou-ház), mellette 2. Bar, alatta jobbra 3. kékben oroszlán: arany, balra néző, aranykoronás (Geldern), mellette 4. Jülich, s végül alatta az ékben 5. hasított mező, elöl kékben vár: ezüst, térben ábrázolt, elöl kapuval, négy sarkán egy-egy ormós bástya (Hannut), hátul kékben kerék: ezüst, hatküllős (Mülhausen). A pajzson császári és királyi korona nyugszik. A pajzstartó a címert a mellén és szárnyain hordozó kétfejű fekete sas: arannyal fegyverzett, vörös nyelvű, fejei körül egy-egy arany dicsfénnyel, jobb lábában ezüst karddal és arany jogarral, bajjában országalmával. A sas fejei között császári korona lebeg kék szalaggal. A pajzs körül az Aranygyapjas rend aranylánca, alul a rendjellel, alatta vörös-ezüst-vörös szalagon a Mária Terézia rend, alatta arany láncon a Szent István rend. |

|  |  | Ausztria-Magyarország középcímere (1915). Egyesített címer, jobbra Ausztria, balra Magyarország középcímere, köztük középen I. a Habsburg uralkodóház címere, a pajzs körül az Aranygyapjas rend láncon, alatta szalagon a három legmagasabb rend: Mária Terézia-, Szent István- és Lipót-rend. A pajzs tetején a császári hercegek és az osztrák főhercegek, valamint a magyar királyi hercegek hétpántos királyi koronája. II. Ausztria középcímere négy egymásra helyezett pajzsból áll: A. szívpajzs, B. középpajzs, C. nagypajzs, D. alappajzs. A: vörösben ezüst pólya (Ausztriai-ház), B: vágott, fent egyszer, alul kétszer hasított, a régi örökös tartományok címereivel: 1. jobbra fent kékben öt (2, 2, 1) arany sas (Ausztria főhercegség, az Enns folyó alatti részek), mellette 2. hasított, elöl feketében arany sas, hátul ezüsttel és vörössel háromszor hasított (Ausztria főhercegség, az Enns folyó fölötti részek), alatta jobbra 3. Stájerország, mellette 4. Krajna, mellette 5. hasított, elöl aranyban 3 oroszlán: fekete, járó, egymás alatt, hátul vörösben ezüst pólya (Karintia). C: a nagypajzsban jobbra fent kékben vörös pólya, rajta fekete holló, alul három aranykorona (Galícia és Lodoméria királyság), mellette 2. Csehország, mellette 3. Dalmácia, a második sorban jobbra 4. aranyban sas: fekete, arannyal fegyverzett és -koronás, mellén és szárnyain ezüst félhold avagy pánt (Felső- és Alsó-Szilézia), a másik oldalon 5. hasított, elöl aranyban fekete oroszlán, hátul vörösben ezüst pólya (Salzburg), a harmadik sorban jobbra 6. Morvaország, a másik oldalon 7. Tirol, a középpajzs alatt jobbra 8. ezüstben vörös egyházi zászló három fanonnal (Voralrberg), mellette 9. kékben bak: arany, vörössel fegyverzett, járó (Isztria), az utolsó sorban jobbra 10. kékkel és vörössel (egyszer) hasított alapon ökörfej: természetes színű, szarvai közt egy, mindkét oldalán szintén egy-egy arany csillag (Bukovina), a másik oldalon 11. aranyban kar: vörös, a mező bal szélén ezüst felhőből kinyúló, ezüst kardot tartó (Bosznia-Hercegovina), középen 12. hasított, az első mezőben Gorícia, a második mezőben Gradisca: arannyal és kékkel vágott alapon ezüst horgonyvégű kereszt, 13. az alulról, a pajzs csücskéből benyúló mező vágott, fent aranyban kétfejű sas: fekete, arannyal fegyverzett, vörös nyelvű, mindkét feje aranykoronás, alul vörösben ezüst pólya, ezen aranyliliom (Trieszt). D: az alappajzs az osztrák császári tisztséget jelképezi: arany pajzson kétfejű sas: arannyal fegyverzett, vörös nyelvű, mindkét fején arany hétpántos királyi korona, jobb lábában kardot és jogart, bal lábában országalmát tart. A sas mellén az osztrák nagypajzs. Az alappajzs tetején az osztrák császári korona látható. III. Magyarország címere boglárpajzsból (A) és nagypajzsból (B) áll. A: Magyarország címere, B: jobbra fent 1. Dalmácia, mellette 2. Horvátország, alatta jobbra 3. kékben ezüsttel szegett vörös hullámos pólyában természetes színezetű nyest fut, felül vörös csillag (Szlavónia), a másik oldalon 4. Erdély, alul az ékben jobbra 5. Bosznia, mellette az ékben balra 6. vörösben kétfejű sas: fekete, arannyal fegyverzett, balra forduló, kiterjesztett szárnyú, természetes sziklán álló, a bal lábával fekvő barna urnát tartó, melyből víz ömlik ki, fejei fölött kékbélésű arany császári korona lebeg kék szalagokkal (Fiume) A pajzson a Szentkorona látható. A pajzstartók ornamentális ágakon állnak, jobbról fekete felsőtestű, arany alsótestű griff: arannyal fegyverzett, vörös nyelvű, balról angyal: testszínű, fehérruhás, csupaszlábú. A középpajzs alatt szalagon a jelmondat: Indivisibiliter ac Inseparabiliter. |